# فراش الطفل الرضيع
فراش الطفل الرضيع يشير بشكل عام إلى مجموعة الفرش المستخدمة لتغطية الطفل حديث الولادة. وغالبًا ما يتكون ذلك من مهد وثير، وهو عبارة عن قطعة من مادة تغطية رقيقة تغطي جزءًا من الفراش التي يتم وضع رأس الطفل عليها. والملاءات، والتي تكون عبارة عن أغطية مادية لحماية المرتبة، تأتي بشكل نموذجي، في نوعين: مسطحة ومجهزة. بطانية من الصوف، وهي بطانية ناعمة للتغطية تستخدم للحفاظ على دفء الطفل.